# Оберстгруппенфюрер

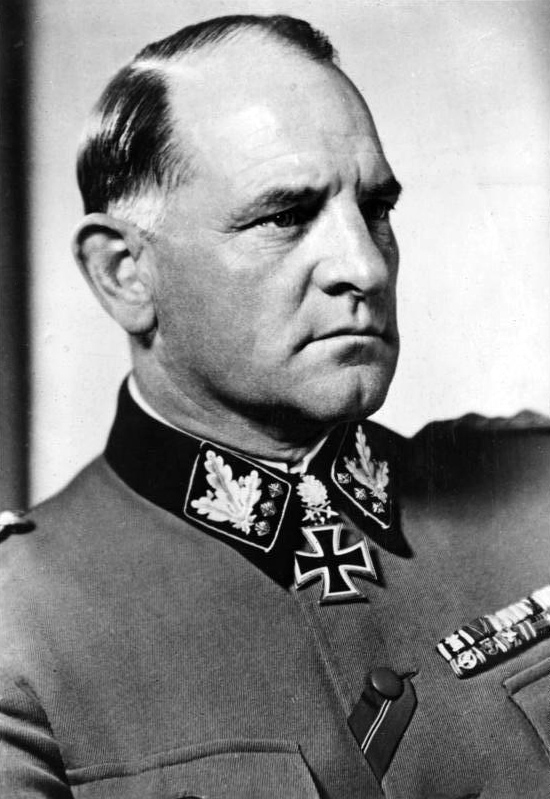
Оберстгруппенфюрер СС и генерал-полковник войск СС Йозеф Дитрих

О́берстгруппенфюрер (нем. SS-Oberst-Gruppenführer) — звание в СС, введённое с апреля 1942 года, второе по старшинству после звания рейхсфюрера СС.
Соответствовало званию генерал-полковника вермахта. Это звание носили лишь четверо членов СС:
- 20 апреля 1942 года — Франц Ксавер Шварц (1875—1947), оберстгруппенфюрер СС и генерал-полковник Общих СС (нем. SS-Oberst-Gruppenführer und Generaloberst der Allgemeinen SS);
- 20 апреля 1942 года — Курт Далюге (1897—1946), оберстгруппенфюрер СС и генерал-полковник полиции (нем. SS-Oberst-Gruppenführer und Generaloberst der Polizei);
- 1 августа 1944 года — Йозеф Дитрих (1892—1966), оберстгруппенфюрер СС и генерал-полковник танковых войск СС (со старшинством с 20 апреля 1942 года) (нем. SS-Oberst-Gruppenführer und Panzer-Generaloberst der Waffen-SS);
- 1 августа 1944 года — Пауль Хауссер (1880—1972), оберстгруппенфюрер СС и генерал-полковник войск СС (нем. SS-Oberst-Gruppenführer und Generaloberst der Waffen-SS).

В интервью 1967—1968 годов Карл Вольф (1900—1984) утверждал, что 20 апреля 1945 года ему на основании устного указания А. Гитлера было присвоено звание оберстгруппенфюрера СС и генерал-полковника войск СС.
Звание было введено вследствие резкого увеличения штатной численности Ваффен-СС в 1941—1942 годах. При присвоении этого звания CC его обладатель в соответствии с процедурой, принятой для других генеральских званий СС, получал дублирующее звание в соответствии с уже имевшимся званием:
- оберстгруппенфюрер СС и генерал-полковник полиции — нем. SS-Oberstgruppenführer und Generaloberst der Polizei
- оберстгруппенфюрер СС и генерал-полковник Войск СС — нем. SS-Oberst-Gruppenführer und Generaloberst der Waffen-SS
- оберстгруппенфюрер СС и генерал-полковник Общих СС— нем. SS-Oberst-Gruppenführer und Generaloberst der Allgemeinen SS

Знаки различия оберстгруппенфюрера и генерал-полковника войск СС

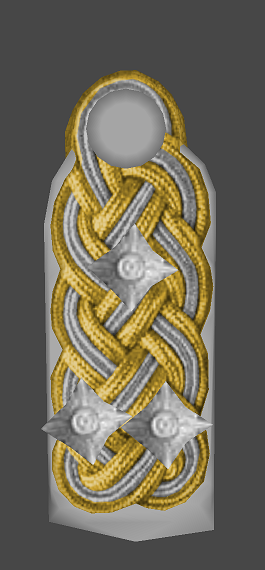
Погон
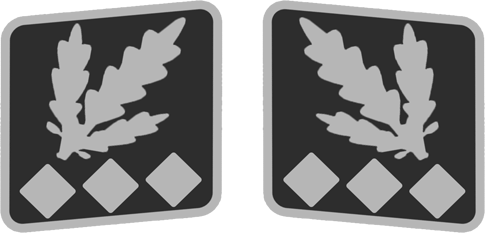
Петлицы (1942-1945г.)
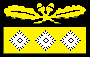
Нарукавная нашивка на маскировочный костюм